# Isabel Falguera y Moreno
Isabel Falguera y Moreno, iii condesa de Santiago (Madrid, 8 de abril de 1875 - 1968) fue una aristócrata de España, hija de los II condes de Santiago, José Falguera Lasa y Elisa Moreno Moscoso de Altamira y nieta, por su madre, de la II  condesa de Fontao. Contrajo matrimonio  en 1894 con Joaquín de Arteaga y Echagüe Silva y Méndez de Vigo, XVII duque del Infantado.
Apoyó a su marido en todas sus iniciativas culturales, especialmente en la restauración del castillo de Viñuelas donde pasó largas temporadas hasta su muerte acaecida el 13 de marzo de 1968. Fue Dama de la Reina Victoria Eugenia de Battenberg.
De su matrimonio nacieron los siguientes hijos:
- María Belén de Arteaga y Falguera, nacida el 30 de julio de 1899, marquesa de Távara, grande de España, fallecida en 1994.
- Andrés Avelino de Arteaga y Falguera, nacido e 1901, fallecido en 1902.
- Cristina de Arteaga y Falguera, nacida en 1902, monja Jerónima, fallecida en 1984.
- Íñigo de Arteaga y Falguera, nacido en 1905, XVIII duque del Infantado, fallecido en 1997, casado en primeras nupcias con Ana Rosa Martín y Santiago Concha, fallecida con sucesión. Casado en segundas nupcias con Cristina de Salamanca y Caro, condesa de Zaldivar, sin sucesión.
- Sofía de Arteaga y Falguera, nacida en 1907, fallecida en 1920.
- Jaime de Arteaga y Falguera, nacido en 1908, conde del Serrallo, grande de España. Fallecido en 1938 en Tablada combatiendo en la guerra civil española.
- Teresa de Arteaga y Falguera, nacida en 1909, marquesa de Laula, marquesa de la Eliseda, fallecida en 1962, casada con Francisco Moreno y de Herrera, conde de los Andes, grande de España.
- Elisa de Arteaga y Falguera, nacida en 1912, condesa de Ampudia, fallecida en 2008, casada con Alfonso Casans Gómez, fallecido.
- Francisco de Borja de Arteaga y Falguera, nacido en 1916, fallecido en 1937 en Peña Lemona combatiendo en la guerra civil española.